# Fo-Guang-Shan-Tempel Berlin
Fo-Guang-Shan-Tempel Berlin is een Chinees-boeddhistische tempel, gelegen aan de Ackerstraße 85-86 in het stadsdeel Wedding van de Duitse hoofdstad Berlijn. De tempel bestaat sinds 1993 en wordt bewoond door boeddhistische geestelijken. De tempel maakt onderdeel van de boeddhistische organisatie Fo Guang Shan.
De tempelingang bestaat uit drie poorten naast elkaar. De middelste poort is net als in andere boeddhistische tempels alleen door de sangha te gebruiken. 
In de hal staan drie boeddhabeelden op het altaar. Het cijfer drie staat in het boeddhisme symbool voor volmaaktheid. In het midden staat Sakyamuni Boeddha, rechts staat het beeld van Bhaisajyaguru en links van Sakyamuni staat Amitabha. Alle drie hebben een sauwastika, een omgekeerde swastika, op hun borst. Dit staat symbool voor oneindigheid.
Rechts van de hal staat het zijaltaar van Guanyin en links staat het zijaltaar van Ksitigarbha. 
Elke zondag om drie uur 's middags worden er diensten gehouden en op elke woensdag tussen kwart voor zeven en acht uur 's avonds worden er meditatiebijeenkomsten gehouden. Er wordt elke dag, behalve op maandagen, rondleidingen door de tempel gegeven.
Eens per jaar worden er reeksen tai chilessen en cursussen Standaardmandarijn gegeven.

## Regels van de tempel
- geeft de nonnen niet een hand
- neemt geen voedingsmiddelen met vlees erin naar de tempel
- het is verboden te roken
- het is verboden het hoofd te bedekken
- in koude jaargetijden is warme kleding noodzakelijk